# Human Behaviour
Human Behaviour – pierwszy singel islandzkiej solistki Björk z albumu Debut.
Utwór zawiera sample "Go Down Dying" autorstwa Antônio Carlos Jobima. Słowa utworu dotyczą natury człowieka i emocji z punktu widzenia zwierzęcia. "Human Behaviour" to pierwsza część trylogii zawierającej również "Isobel" i "Bachelorette".
Utwór znajdował się przez 6. tygodni w pierwszej 30. na Liście przebojów Programu Trzeciego (najwyższa pozycja 12) oraz przez 11. tygodni w 50.

## Teledysk
Teledysk, wyreżyserowany przez Michela Gondry, to luźne powiązanie bajki "Trzy misie" i obrazów zainspirowanych przez film animowany Hedgehog in the Fog Jury Norsztejna. Jednak w przeciwieństwie do opowiadania Björk jest nawiedzana przez niedźwiedzia z lasu. Odbywa także lot na księżyc, gdzie wbija flagę ZSRR. Artystka zostaje zjedzona przez niedźwiedzia i uwięziona w jego brzuchu.

## Lista utworów
UK
1. "Human Behaviour"
2. "Human Behaviour" ('Close to Human' mix)
3. "Human Behaviour" (Underworld mix)
4. "Human Behaviour" (Dom T mix)
5. "Human Behaviour" (Bassheads edit)

## Wersje
- Acoustic version – wersja akustyczna
- Album version – wersja albumowa
- Bassheads edit
- Close to Human mix (Speedy J)
- Deep Behaviour (Dimitri from Paris)
- Dom T. mix
- Le French Touch (Dimitri From Paris)
- Mark Bell Remix
- Underground Behaviour (Dimitri From Paris)
- Underground Behaviour dub (Dimitri from Paris)
- Underworld dub 1
- Underworld dub 2
- Underworld mix
- MTV Unplugged version